# Sven Johansson (Radsportler)

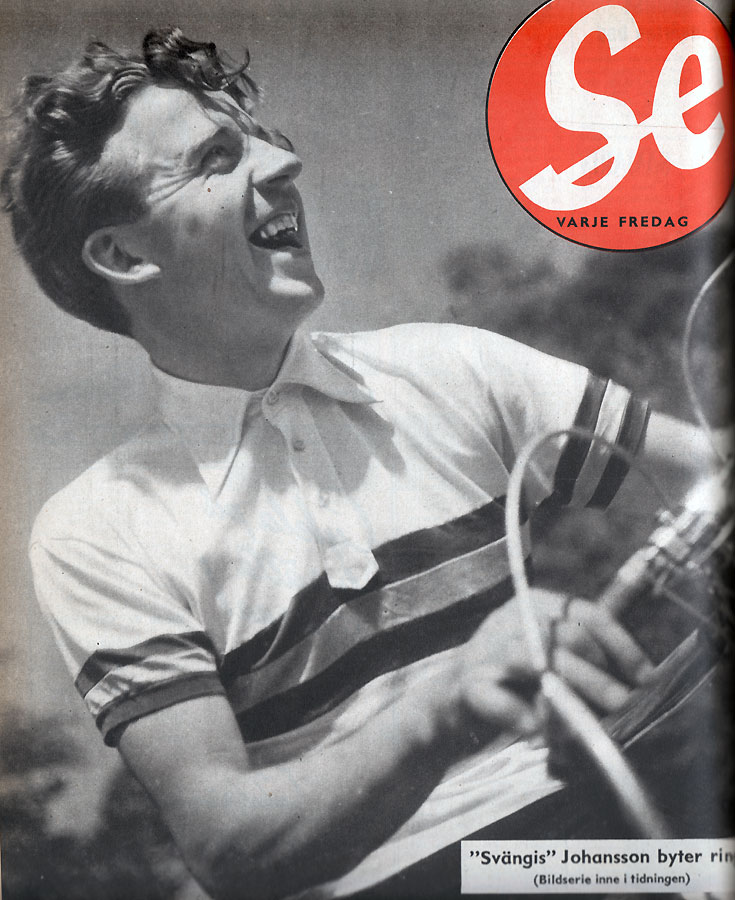
Sven Johansson

Sven Folke Lennart Johansson (* 8. Juli 1914 in Stockholm; † 12. Oktober 1982 ebenda) war ein schwedischer Radrennfahrer und nationaler Meister im Radsport.

## Sportliche Laufbahn
„Svängis“ Johansson war dreifacher Sieger der Schweden-Rundfahrt. Er gewann das Etappenrennen 1940, 1941 und 1942. Mehrfach siegte er bei nationalen Meisterschaften in verschiedenen Disziplinen. So wurde er Meister im Einzelzeitfahren 1937, 1938, 1941, 1947 und 1950. Siebenmal gewann er den Titel in der Mannschaftswertung des Einzelzeitfahrens. Im Mannschaftszeitfahren über 50 Kilometer holte er 1937 mit Berndt Carlsson und Nils Andersson den Titel.
Im Straßenrennen konnte er sich den Titel 1938 und 1941 sichern. 1938, 1940, 1943 und 1946 gewann er mit der Mälaren Runt das damals bekannteste Eintagesrennen in Schweden. 1943, 1944 und 1947 siegte er im Solleröloppet, ebenfalls ein Traditionsrennen in Schweden. 1940, 1948, 1951 und 1952 kamen Siege im Skandisloppet, dem ältesten schwedischen Eintagesrennen, dazu. Er startete für den Verein Hammerby IF.